# Serge Hercberg
Serge Hercberg, né le 24 septembre 1951 à Paris, est un épidémiologiste et nutritionniste français, professeur à l'université Sorbonne Paris Nord (ex Paris 13), spécialiste de la nutrition en santé publique. Il a lancé l'étude SU.VI.MAX, la cohorte NutriNet-Santé et a présidé le Programme national nutrition santé (PNNS) de 2001 à 2017.

## Biographie

### Origines et formation
Serge Hercberg est issu d'une famille d'émigrés juifs polonais, et déclare avoir désiré devenir médecin depuis l'enfance.
Il est docteur en médecine de l'université Pierre-et-Marie-Curie (UPMC) en 1979. Son « mentor », le pédiatre et professeur de nutrition Henri Dupin, l'incite à poursuivre dans la recherche en médecine. Il devient ainsi docteur d'État ès sciences de l'université Paris-Diderot (Paris VII) en 1986. Il a effectué son post-doctorat au Kansas University Medical Center (États-Unis).

### Parcours professionnel
Serge Hercberg a été  chercheur à l’Institut scientifique et technique de la nutrition et de l'alimentation (CNAM), puis chercheur INSERM de 1988 à 2005 et PU-PH, professeur de nutrition - praticien hospitalier à l'université Sorbonne Paris Nord (ex Paris 13)/ département de santé publique de l'hôpital Avicenne (Bobigny), AP-HP. Il a dirigé l'unité 557 de  l'INSERM devenue l’équipe de recherche en épidémiologie nutritionnelle, EREN, unité 1153 de l’INSERM (UMR Inserm/Inra/Cnam/ Université Sorbonne Paris Nord).
Il a été investigateur principal des études Val-de-Marne 1988, Min.Vit.Aox, SU.VI.MAX à partir de 1994, et NutriNet-Santé depuis 2009.
Il est membre du Haut Conseil de la santé publique depuis 2007, et a été président du Programme national nutrition santé (PNNS) lancé par le Ministère de la Santé de 2001 à 2018.

## Distinctions
Serge Hercberg a obtenu le prix Recherche de l’Institut français pour la nutrition en 1997. Il a été fait Docteur Honoris Causa de l'Université de Gembloux (Belgique) en 2009. Il a reçu le Prix Daniel Hermann de l'Institut de France (Académie des Sciences) en 2014.
Il fait partie du top 1 % des chercheurs les plus cités dans le monde en 2018, 2019, 2020 et 2021 sur l'agrégateur de contenus scientifiques Web of Science.
Il a reçu en 2023, le prix du journal indépendant "Prescrire" pour son livre Mange et tais-toi: un nutritionniste face au lobby agro-alimentaire.

## Nutri-score
Ses travaux ont inspiré le système d'étiquetage Nutri-score, d'abord combattu par l'industrie agroalimentaire, signalant la qualité nutritionnelle des produits, qui est testé à partir de septembre 2016,. Il a été interviewé en septembre 2016 dans le cadre du magazine télévisé Cash Investigation à propos de ce logo nutritionnel 5-C, contesté par le lobby agroalimentaire,. Ce système d'étiquetage est repris par le wiki alimentaire Open Food Facts depuis 2014.
Adopté en mars 2017, l'affichage du Nutri-score est désormais recommandé aux fabricants par le gouvernement français – le règlement européen 1169/2011 ne permettant pas d'imposer un système d'étiquetage nutritionnel. Il est utilisé par Auchan, Fleury Michon, Intermarché et E.Leclerc (uniquement sur son site pour ce dernier). Les fabricants Coca-Cola, Nestlé, Mars, Mondelez, Pepsico et Unilever ont quant à eux initialement refusé d'appliquer ce système.

## Prises de position
Il se situe politiquement à gauche, mais il se tient volontairement éloigné de la vie partisane. Du reste, le directeur général de Santé Publique France, François Bourdillon, le présente avant tout comme « un homme de santé publique, qui a imaginé et porté trois PNNS, sous des gouvernements de droite et de gauche ».
Depuis la fin des années 2000, il refuse les financements du secteur privé pour ses recherches, arguant que « Aujourd'hui, la crédibilité des études scientifiques, quel que soit le domaine, ne permet pas d'avoir des financements privés ».
À propos de la taxe soda entrée en vigueur en 2012, il considère qu'elle permet « d'orienter les consommateurs vers des aliments plus intéressants sur le point de vue nutritionnel ».
En octobre 2024, il co-signe une tribune dans le journal Le Monde avec Mathilde Touvier, Cynthia Fleury et Stéphane Besançon pour que celui-ci[Quoi ?] devienne obligatoire et soutenir cette position[Quoi ?] au niveau européen.

## Publications
- Aspects actuels des carences en fer et en folates dans le monde, Editions de l'Institut national de la sante, 1990.
- Réflexions sur le système d’information nutritionnelle coloriel 5-C, revue Les Tribunes de la santé 2015/4 (n° 49).
- Pour une politique nutritionnelle à la hauteur des enjeux de Santé Publique !, Santé Publique 2014/3 (Vol. 26).
- La nutrition : des constats aux politiques, dossier coordonné par Serge Hercberg, 2014, La Documentation française[17].
- Mange et tais-toi. Un nutritionniste face au lobby agroalimentaire, 2022, éditions HumenSciences[18].